# Miss Venezuela 1988
Miss Venezuela 1988 fue la trigésima quinta (35º) edición Miss Venezuela. Se llevó a cabo en Caracas, Venezuela, el viernes 5 de febrero de 1988, contando con la participación de 26 candidatas. La ganadora fue Yajaira Vera, de Miranda.
El evento fue transmitido en directo por Venevisión, alcanzando en esa oportunidad una audiencia que superó a los 150 millones de televidentes en Hispanoamérica y Estados Unidos. Además fue el último año donde el Teatro Municipal de Caracas sirvió de sede para la realización del certamen, luego que albergara allí las ediciones de 1986 y 1987.

## Desarrollo
Nuevamente el Teatro Municipal de Caracas prestó su espacio para la realización del concurso. Al equipo de producción comandado por Joaquín Riviera se incorpora Ricardo Di Salvatore. Esto sucedió el 5 de febrero de 1988, con el conocido trío de animadores: Gilberto Correa, Carmen Victoria Pérez y Raúl Velasco.
El opening musical corrió por cuenta de Mirla Castellanos. El número central, llamado «La fiesta de las misses», quedó registrado como el musical en el que participaron más personas sobre un escenario: 700, entre niños del Colegio Monseñor Arias, banda del Colegio San Agustín de El Paraíso, gimnastas del Velódromo Teo Capriles, ballet de Venevisión, grupo de pequeños de Marjorie Flores, Maite Delgado, Carmen María Montiel, Ruddy Rodríguez y Viviana Gibelli. El otro cuadro musical está dedicado a los años 60 con Karina, Proyecto M y los Mini Pops. José Luis Rodríguez y Chayanne completan el cartel artístico. 
En esta edición se incorporan por primera vez las representantes de la Costa Oriental del Lago de Maracaibo y la Península de La Guajira (Marianellys Sánchez y María Eugenia Duarte, respectivamente), ubicadas en el estado Zulia, al grupo de 26 participantes de este año.
El jurado seleccionó a Miss Miranda, Yajaira Vera, como ganadora. Egresaron de esta edición: Emma Rabbe (Distrito Federal), Constanza Giner (Aragua), María José Villaseco (Bolívar) y Marilisa Maronesse (Portuguesa).

## Resultados
| Resultado                    | Candidata                                  |
| ---------------------------- | ------------------------------------------ |
| Miss Venezuela 1988          | - Miranda - Yajaira Vera                   |
| Miss World Venezuela         | - Distrito Federal - Emma Rabbe            |
| Miss Venezuela Internacional | - Península Guajira - María Eugenia Duarte |
| Miss Wonderland Venezuela    | - Aragua - Constanza Giner                 |
| Miss Venezuela Latina        | - Portuguesa - Marilisa Maronesse          |
| 1.ª finalista                | - Táchira - Nancy García                   |
| 2.ª finalista                | - Lara - Joanne Goiri                      |
| 3.ª finalista                | - Municipio Libertador - Livia Castellanos |

### Premiaciones especiales
- Miss Fotogénica (electa por el Círculo de Reporteros Gráficos de Venezuela) - Marilisa Maronesse (Miss Portuguesa)
- Miss Amistad - Livia Castellanos (Miss Municipio Libertador)
- Miss Elegancia - Constanza Giner (Miss Aragua)

## Candidatas
26 candidatas compitieron en el certamen:
(En la tabla se utiliza su nombre completo, los sobrenombres van entrecomillados y los apellidos utilizados como nombre artístico, entre paréntesis; fuera de ella se utilizan sus nombres «artísticos» o simplificados)
| Estado/Municipio          | Candidata                                    | Edad | Estatura |
| ------------------------- | -------------------------------------------- | ---- | -------- |
| Miss Amazonas             | Graciela Beatriz Hubscher Solines            | 22   | 1,79 m   |
| Miss Anzoátegui           | Marietta Limia                               | 21   | 1,74 m   |
| Miss Apure                | Begoña Sánchez-Biezma Fernández              | 22   | 1,72 m   |
| Miss Aragua               | Constanza Enriqueta Giner Barreto            | 22   | 1,73 m   |
| Miss Barinas              | Yuli Karina García Lara                      | 22   | 1,73 m   |
| Miss Bolívar              | María José Villaseco Andueza                 | 22   | 1,78 m   |
| Miss Carabobo             | Pamela Pascale Wildhaber                     | 20   | 1,72 m   |
| Miss Costa Oriental       | Marianellys Sánchez                          | 19   | 1,75 m   |
| Miss Delta Amacuro        | Elsa María Nóbrega Gómez                     | 19   | 1,70 m   |
| Miss Distrito Federal     | Emma Irmgard Marina Rabbe Ramírez            | 19   | 1,75 m   |
| Miss Falcón               | Carolina Elfriede Rode Pelckmann             | 22   | 1,78 m   |
| Miss Guárico              | Bertha Fuentes Fernández                     | 21   | 1,74 m   |
| Miss Lara                 | Joanne Goiri González                        | 21   | 1,75 m   |
| Miss Mérida               | Yasmín Quintero Dávila                       | 20   | 1,78 m   |
| Miss Miranda              | Yajaira Cristina Vera Roldán                 | 23   | 1,73 m   |
| Miss Monagas              | Marisabel Valdés Fairfoot                    | 21   | 1,76 m   |
| Miss Municipio Libertador | Livia Elizabeth Castellanos Leiva            | 19   | 1,73 m   |
| Miss Municipio Vargas     | Rita Rosina Verreos                          | 19   | 1,75 m   |
| Miss Nueva Esparta        | Sara Cristina Salomón                        | 20   | 1,80 m   |
| Miss Península Goajira    | María Eugenia Duarte Lugo                    | 20   | 1,73 m   |
| Miss Portuguesa           | Marina Elizabeth "Marilisa" Maronese Pivetta | 19   | 1,78 m   |
| Miss Sucre                | Marlene Klara Herner                         | 22   | 1,74 m   |
| Miss Táchira              | Nancy Elena García Amor                      | 21   | 1,80 m   |
| Miss Trujillo             | Francesca Cerro                              | 22   | 1,70 m   |
| Miss Yaracuy              | Elizabeth Tibisay López Villavicencio        | 21   | 1,77 m   |
| Miss Zulia                | Maribel Colina                               | 19   | 1,70 m   |

## Representación internacional
- Yajaira Vera fue semifinalista en el Miss Universo 1988. Posteriormente ganó el Miss Globo Internacional 1988.
- Emma Rabbe fue tercera finalista en el Miss Mundo 1988, y ganó el trofeo de Miss World Américas. Anteriormente ganó los concursos Miss Teen Internacional 1988 y Miss Hispanidad Internacional 1988.
- María Eugenia Duarte no clasificó en el Miss Internacional 1988.
- Constanza Giner fue tercera finalista en el Miss Wonderland 1988. Y además ganó el concurso Modelo Internacional de Pasarela 1988.
- Marilisa Maronesse iba a competir en el Miss América Latina 1989 pero en último momento se canceló el concurso.
- Nancy García fue primera finalista en el Reinado Bolivariano de la Belleza 1988, además fue finalista en el Miss Hawaiian Tropic International 1988.
- Joanne Goiri quedó como cuarta finalista en el Miss All Nations 1988. Obteniendo la distinción de Reina de América.
- Rita Verreos quedó como virreina del Reinado Mundial del Banano 1988. Luego fue al Reinado Internacional del Café 1989 y no clasificó entre las finalistas.